# Sarrebourg
Sarrebourg é uma comuna francesa na região administrativa de Grande Leste, no departamento de Mosela. Estende-se por uma área de 16,40 km². Em 2010 a comuna tinha 12 645 habitantes (densidade: 771 hab./km²). Com uma densidade de 781 hab/km².